# Ithaca (Wisconsin)
Ithaca es un pueblo ubicado en el condado de Richland en el estado estadounidense de Wisconsin. En el Censo de 2010 tenía una población de 619 habitantes y una densidad poblacional de 6,64 personas por km².

## Geografía
Ithaca se encuentra ubicado en las coordenadas 43°20′12″N 90°15′5″O / 43.33667, -90.25139. Según la Oficina del Censo de los Estados Unidos, Ithaca tiene una superficie total de 93.29 km², de la cual 93.29 km² corresponden a tierra firme y (0%) 0 km² es agua.

## Demografía
Según el censo de 2010, había 619 personas residiendo en Ithaca. La densidad de población era de 6,64 hab./km². De los 619 habitantes, Ithaca estaba compuesto por el 98.55% blancos, el 0.16% eran afroamericanos, el 0.32% eran amerindios, el 0% eran asiáticos, el 0.32% eran isleños del Pacífico, el 0.32% eran de otras razas y el 0.32% pertenecían a dos o más razas. Del total de la población el 0.48% eran hispanos o latinos de cualquier raza.